# Cité Henri IV

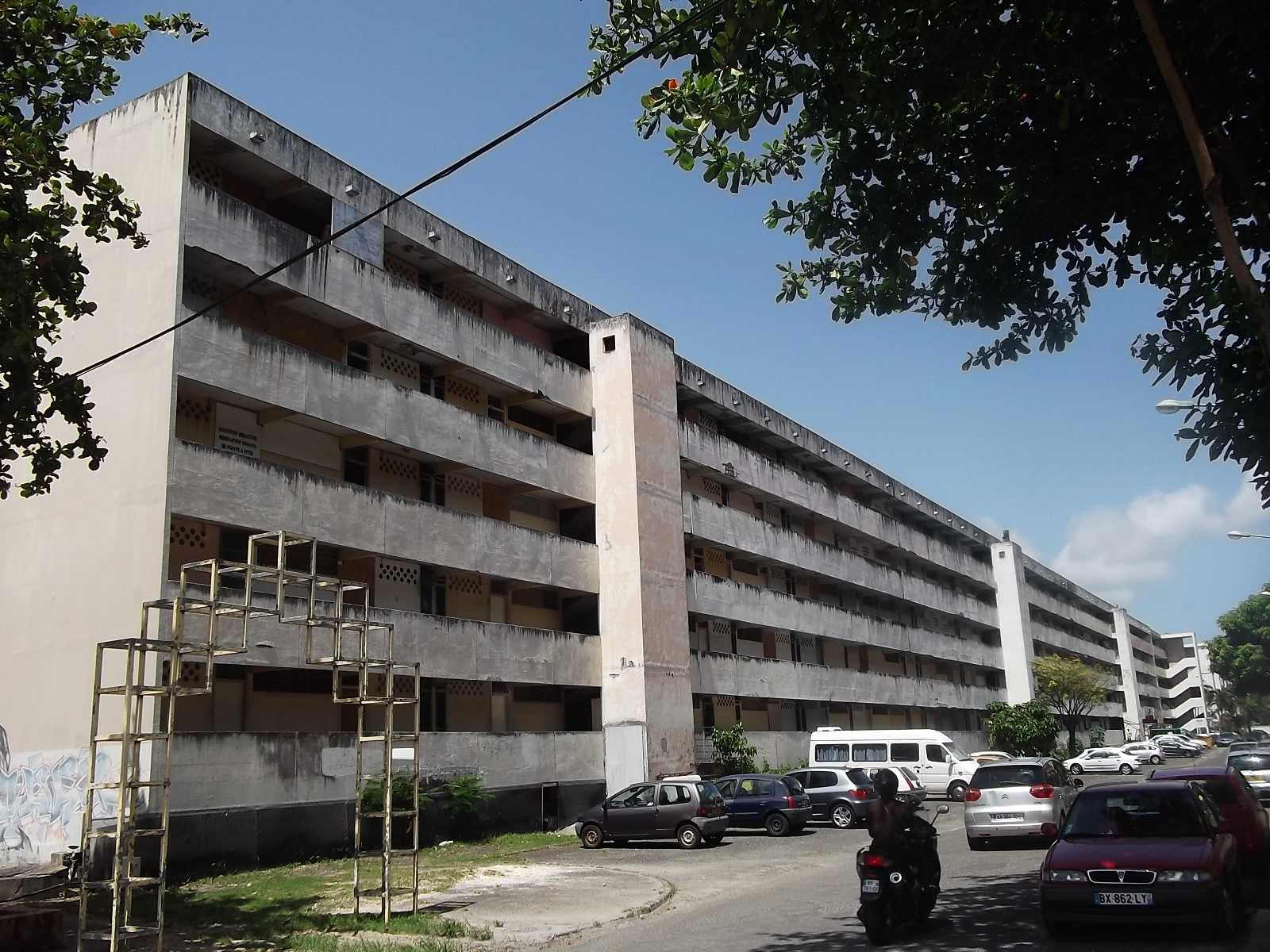
Le bâtiment AA de la cité Henri IV à Pointe-à-Pitre (Guadeloupe), vue de la rue Amédée Fengarol

La Cité Henri IV (ou Henri 4) est un ensemble de logements sociaux situé dans le quartier de Bergevin à Pointe-à-Pitre en Guadeloupe.
Plus ancien ensemble HLM de ce département français d'Amérique, il est en cours de démolition depuis 2010.
La cité est incluse au sein du quartier prioritaire « Grand Camp », rassemblant près de 10 000 habitants.

## Histoire
Sa construction s'est opérée de 1960 à 1964 ; elle regroupait à l'origine 584 logements, une dizaine de commerces et un espace professionnel, répartis à travers cinq barres de quatre étages. Le maître d'ouvrage était la Société Immobilière de la Guadeloupe (SIG), un des principaux bailleurs sociaux de l'archipel guadeloupéen.
Avec les séismes du 21 novembre 2004 et du 29 novembre 2007, les bâtiments ont été fragilisés et la ville de Pointe-à-Pitre, en collaboration avec l'ANRU, a décidé d'imposer une rénovation en profondeur de la cité HLM : son GPV (Grand Projet de Ville), mené en étroite collaboration avec la ville voisine des Abymes a été mis en place en 2002 et sa convention signée en 2006.
Le 18 février 2009, en marge du conflit social mené par le LKP qui a ébranlé la Guadeloupe, le syndicaliste Jacques Bino trouva la mort à un barrage dressé par des jeunes de la cité alors qu'il était dans sa voiture.
C'est en 2010 que la rénovation de l'ensemble résidentiel débuta avec la démolition du bâtiment AE (le premier construit en 1960-1961).
En 2011, ce fut au tour du bâtiment AD d'être démoli. En octobre de la même année, un homme de 44 ans, Gabriel Latchoumanaya, fut assassiné devant un restaurant situé dans le bâtiment AB. Son meurtrier l'aurait tué par vengeance.
En 2012, le bâtiment AC fut démoli à son tour.
En mars de cette année-là, un règlement de comptes s'est soldé par la mort d'un jeune de 23 ans, qui a été poignardé.
La barre AA a été démolie entre novembre 2015 et janvier 2016.
À l'heure actuelle, il ne reste plus que la barre AB, mais ses jours sont d'ores et déjà comptés, puisqu'elle a été promise à la démolition qui devrait avoir lieu courant 2025.

## Médias
La cité Henri IV a fait l'objet d'un documentaire intitulé Requiem pour un ghetto en ciment, réalisé en 2012 par la Guadeloupéenne Pascale Poirier et produit par Canal+ Antilles. Il a été diffusé pour la première fois le 28 mai 2013 dans le magazine Archipels sur France Ô, puis sur les chaînes du Réseau Outre-Mer 1re (dont Guadeloupe 1re) par la suite.